# Hoekerfest
Das Hoekerfest ist das Herforder Stadt- und Straßenfest, das im Jahr 1973 von Heinz Schön begründet wurde und jährlich im Juni, Juli oder August gefeiert wird.
Der Name kommt von hökern, was handeln bedeutet. Er wurde gewählt, weil Herford eine alte Handels- und Hansestadt ist.
Das Hoekerfest dauerte in den ersten Jahren zehn Tage, wurde aber aus Kostengründen auf fünf Tage von mittwochs bis sonntags reduziert. Abhängig vom Wetter besuchen jedes Jahr bis zu 200.000 Personen aus der Stadt und der Umgebung das Fest. Im Jahr 2011 kamen mehr als 120.000 Besucher. 2012 wurde die Besucherzahl auf 150.000 geschätzt und 2018 kamen mehr als 200.000 Personen in die Herforder Innenstadt.
Es handelt sich um ein Bürgerfest mit einem Kulturprogramm, das von Vereinen und Schulen sowie lokalen und regionalen Künstlern, die auf vier Bühnen auf dem Alten Markt, dem Neuen Markt, dem Gänsemarkt und dem Linnenbauerplatz sowie als Straßenkünstler in der gesamten Innenstadt auftreten. Im Bereich Rathausplatz/Münsterkirchplatz treten meistens Schauspieler eines Straßentheaters auf. Bis auf wenige Ausnahmen wird wegen der Kosten auf den Auftritt von überregional bekannten Künstlern und Musikern verzichtet. Auch Fahrgeschäfte gibt es nicht.
Rund um die Bühnen gibt es auf den vier Plätzen und in der Fußgängerzone Getränke- und Imbissstände, wobei auf dem Gänsemarkt Weinstände von Winzern der verschiedenen deutschen Weinbaugebiete aufgebaut sind. Auf den übrigen Plätzen überwiegen Bierstände.
In den meisten Jahren gibt es freitags ein Radrennen auf der Berliner Straße und sonntags einen Flohmarkt in der Fußgängerzone.
Im Juni 2013 fand das Hoekerfest im Rahmen des 33. Hansetages der Neuzeit statt.

## Belege
1. ↑  Thomas Hagen: Zumba bringt die Hoekerer in Schwung (Seite nicht mehr abrufbar, festgestellt im Juni 2025. Suche in Webarchiven)  Info: Der Link wurde automatisch als defekt markiert. Bitte prüfe den Link gemäß Anleitung und entferne dann diesen Hinweis. In: Neue Westfälische, 18. Juli 2011
2. ↑  Moritz Winde: 200.000 Besucher beim Hoeker Fest, Weitere Stars sollen kommen In: Westfalen-Blatt, 11. Juni 2018

Koordinaten: 52° 6′ 55,7″ N, 8° 39′ 54,8″ O